# Northrop F-20 Tigershark
Northrop F-20 Tigershark var ett projekterat amerikanskt jaktflygplan, som ej kom längre än till en produktion av tre prototyper.
F-20 Tigershark var en vidareutveckling av Northrop F-5E Tiger II som tagits fram på eget initiativ av Northrop. Modifieringen innebar att planet byggdes enmotorigt, samt att det utrustades med modern digital avionik. Det första modifierade provflygplanet flög i augusti 1982 och havererade 1984. 
Allt utvecklingsarbete avbröts eftersom inte tillräckligt antal beställningar fanns.